# Collada de Morenàs
La Collada de Morenàs és una collada situada a 1.135,9 m alt del terme comunal de Serrallonga, de la comarca del Vallespir, a la Catalunya del Nord. És a la zona central de la meitat sud del terme de Serrallonga, al nord del Montnegre. En el seu vessant nord-est discorre el Còrrec de Morenàs, i en el nord-oest, el Còrrec del Coll de Morenàs.